# Nummer-et hits i Danmark i 2002
Nummer-et hits i Danmark i 2002 er en liste over de singler der lå nummer et på den danske singlehitliste i 2002. Den var udarbejdet af International Federation of the Phonographic Industry og Nielsen Soundscan, og udgives af hitlisten.nu.

## Historie
| Uge | Dato          | Sang                         | Kunstner              | Kilde  |
| --- | ------------- | ---------------------------- | --------------------- | ------ |
| 1   | 4. januar     | "Because I Got High"         | Afroman               | [ 1 ]  |
| 2   | 11. januar    | "Paid My Dues"               | Anastacia             | [ 2 ]  |
| 3   | 18. januar    | "L'amour Toujours"           | Gigi D'Agostino       | [ 3 ]  |
| 4   | 25. januar    | "How You Remind Me"          | Nickelback            | [ 4 ]  |
| 5   | 1. februar    | "How You Remind Me"          | Nickelback            | [ 5 ]  |
| 6   | 8. februar    | "Whenever Wherever"          | Shakira               | [ 6 ]  |
| 7   | 15. februar   | "Whenever Wherever"          | Shakira               | [ 7 ]  |
| 8   | 22. februar   | "Whenever Wherever"          | Shakira               | [ 8 ]  |
| 9   | 1. marts      | "Whenever Wherever"          | Shakira               | [ 9 ]  |
| 10  | 8. marts      | "Whenever Wherever"          | Shakira               | [ 10 ] |
| 11  | 15. marts     | "Whenever Wherever"          | Shakira               | [ 11 ] |
| 12  | 22. marts     | "Whenever Wherever"          | Shakira               | [ 12 ] |
| 13  | 29. marts     | "Freeek!"                    | George Michael        | [ 13 ] |
| 14  | 5. april      | "Whenever Wherever"          | Shakira               | [ 14 ] |
| 15  | 12. april     | "Whenever Wherever"          | Shakira               | [ 15 ] |
| 16  | 19. april     | "Whenever Wherever"          | Shakira               | [ 16 ] |
| 17  | 26. april     | "Stomp!"                     | DJ Alligator Project  | [ 17 ] |
| 18  | 3. maj        | "Stomp!"                     | DJ Alligator Project  | [ 18 ] |
| 19  | 10. maj       | "Stomp!"                     | DJ Alligator Project  | [ 19 ] |
| 20  | 17. maj       | "If Tomorrow Never Comes"    | Ronan Keating         | [ 20 ] |
| 21  | 24. maj       | "If Tomorrow Never Comes"    | Ronan Keating         | [ 21 ] |
| 22  | 31. maj       | "Without Me"                 | Eminem                | [ 22 ] |
| 23  | 7. juni       | "Without Me"                 | Eminem                | [ 23 ] |
| 24  | 14. juni      | "Without Me"                 | Eminem                | [ 24 ] |
| 25  | 21. juni      | "A Little Less Conversation" | Elvis Presley vs. JXL | [ 25 ] |
| 26  | 28. juni      | "A Little Less Conversation" | Elvis Presley vs. JXL | [ 26 ] |
| 27  | 5. juli       | "A Little Less Conversation" | Elvis Presley vs. JXL | [ 27 ] |
| 28  | 12. juli      | "A Little Less Conversation" | Elvis Presley vs. JXL | [ 28 ] |
| 29  | 19. juli      | "A Little Less Conversation" | Elvis Presley vs. JXL | [ 29 ] |
| 30  | 26. juli      | "A Little Less Conversation" | Elvis Presley vs. JXL | [ 30 ] |
| 31  | 2. august     | "A Little Less Conversation" | Elvis Presley vs. JXL | [ 31 ] |
| 32  | 9. august     | "Shoot the Dog"              | George Michael        | [ 32 ] |
| 33  | 16. august    | "A Little Less Conversation" | Elvis Presley vs. JXL | [ 33 ] |
| 34  | 23. august    | "A Little Less Conversation" | Elvis Presley vs. JXL | [ 34 ] |
| 35  | 30. august    | "A Little Less Conversation" | Elvis Presley vs. JXL | [ 35 ] |
| 36  | 6. september  | "Guantanamo"                 | Outlandish            | [ 36 ] |
| 37  | 13. september | "A Little Less Conversation" | Elvis Presley vs. JXL | [ 37 ] |
| 38  | 20. september | "Guantanamo"                 | Outlandish            | [ 38 ] |
| 39  | 27. september | "Positivity"                 | Suede                 | [ 39 ] |
| 40  | 4. oktober    | "The Ketchup Song (Asereje)" | Las Ketchup           | [ 40 ] |
| 41  | 11. oktober   | "The Ketchup Song (Asereje)" | Las Ketchup           | [ 41 ] |
| 42  | 18. oktober   | "The Ketchup Song (Asereje)" | Las Ketchup           | [ 42 ] |
| 43  | 25. oktober   | "The Ketchup Song (Asereje)" | Las Ketchup           | [ 43 ] |
| 44  | 1. november   | "The Ketchup Song (Asereje)" | Las Ketchup           | [ 44 ] |
| 45  | 8. november   | "The Ketchup Song (Asereje)" | Las Ketchup           | [ 45 ] |
| 46  | 15. november  | "Right Here Next to You"     | Jon                   | [ 46 ] |
| 47  | 22. november  | "Right Here Next to You"     | Jon                   | [ 47 ] |
| 48  | 29. november  | "Right Here Next to You"     | Jon                   | [ 48 ] |
| 49  | 6. december   | "Right Here Next to You"     | Jon                   | [ 49 ] |
| 50  | 13. december  | "Every Little Part of Me"    | Julie                 | [ 50 ] |
| 51  | 20. december  | "Every Little Part of Me"    | Julie                 | [ 51 ] |
| 52  | 27. december  | "Every Little Part of Me"    | Julie                 | [ 52 ] |